# Porter Wagoner
Porter Wagoner (12. srpna 1927 West Plains, Missouri, USA – 28. října 2007 Nashville, Tennessee, USA) byl americký country zpěvák a podnikatel, který byl od roku 1957 členem prestižní nashvillské Grand Ole Opry, trojnásobný držitel ceny Grammy.
Hrát a zpívat začínal ve svých 17 letech. Nejprve amatérsky hostoval v místní rozhlasové stanici, o několik let později zde však působil jako rozhlasový diskžokej. První nahrávka je datována do roku 1952, která odstartovala jeho třicetiletou úspěšnou pěveckou kariéru.
Od roku 1967 vytvořil známé pěvecké duo s tehdy mladičkou zpěvačkou Dolly Partonovou, s níž úspěšně vystupoval do roku 1974, kdy Dolly odešla na sólovou pěveckou dráhu.
Od počátku 80. let jeho popularita postupně upadala, proto se v závěru svého života více věnoval podnikání a obchodním aktivitám.